# Ambassadeur dans l'Égypte antique
Les ambassadeurs dans l'Égypte antique sont avant tout des hommes importants et influents qui doivent jouir de la confiance de Pharaon. C'est pourquoi ce dernier les choisit parmi ses proches. Que ce soit pour signer un pacte militaire, conclure une alliance ou recevoir le tribut d'un territoire sous tutelle, le pharaon utilise volontiers des hauts dignitaires du pays.
Contrairement aux ambassadeurs actuels, qui sont en poste plusieurs années, les émissaires du monarque égyptien ne font que des allers et retours dans les capitales étrangères. Ils sont en mission pour traiter au nom de leur souverain les affaires délicates ou factuelles. Ainsi, lorsque le pharaon Amenhotep III décide d'épouser la fille du roi babylonien pour affermir les bonnes relations commerciales entre les deux pays, il lui envoie un ambassadeur avec de l'or et de nombreux présents. Le roi de Babylone appelle cet ambassadeur le « messager » (mār šipri, équivalent de l'égyptien ancien wpwty).
Certains connaissent très bien les pays étrangers, parlent leur langue et connaissent parfaitement leurs coutumes et leur roi. D'autres sont des marchands rompus au dialogue commercial et qui entretiennent déjà des rapports privilégiés avec les pays où ils se rendent ; c'est le cas du royaume d'Alashiya (Chypre) qui, exclusivement tourné vers le commerce, envoie des marchands à la cour de pharaon.
Les missions attribuées aux ambassadeurs sont multiples et variées. La politique tient une place privilégiée dans l'arsenal diplomatique du représentant de l'État : conclure traités et alliances, préparer un mariage de raison, s'inquiéter de la santé d'un souverain malade, apporter un présent de courtoisie, annoncer l'accession au trône d'un pharaon, apporter des condoléances  à la famille d'un monarque décédé, raffermir les rapports de vassalité avec un pays qui aurait négligé de payer son tribut, etc. tout est bon pour conserver des rapports harmonieux tout en renforçant l'image d'une Égypte puissante.
Jamais la politique étrangère n'aura eu autant d'importance qu'au Nouvel Empire. Les navires de commerce sillonnent la mer, partant du delta du Nil vers les ports du Liban ou de Chypre. Les bouleversements géopolitiques amènent les différents pharaons de la XVIIIe dynastie à protéger un très vaste empire qui va de l'Euphrate, au nord, jusqu'au niveau de la quatrième cataracte du Nil. Outre la sécurité du pays et des frontières, les échanges entre les différents monarques sont de plus en plus courants.
La langue diplomatique est l’akkadien.